# 18079 Lion-Stoppato
18079 Lion-Stoppato è un asteroide della fascia principale. Scoperto nel 2000, presenta un'orbita caratterizzata da un semiasse maggiore pari a 3,0653258 UA e da un'eccentricità di 0,0884785, inclinata di 8,31621° rispetto all'eclittica.